# Tropocyclops varicoides
Tropocyclops varicoides is een eenoogkreeftjessoort uit de familie van de Cyclopidae. De wetenschappelijke naam van de soort is voor het eerst geldig gepubliceerd in 1908 door Brady.